# Liste der Naturdenkmale in Wehr (Baden)
| Naturdenkmale | Anzahl |
| ------------- | ------ |
| FND           | 6      |
| END           | 0      |
| Gesamt        | 6      |

Die Liste der Naturdenkmale in Wehr nennt die verordneten Naturdenkmale (ND) der im baden-württembergischen Landkreis Waldshut liegenden Stadt Wehr. In Wehr gibt es insgesamt sechs als Naturdenkmal geschützte Objekte, alle sind flächenhafte Naturdenkmale (FND), keines ist ein Einzelgebilde-Naturdenkmal (END).
Stand: 1. November 2016.

## Flächenhafte Naturdenkmale (FND)
| Name                     | Bild | Kennung     | Einzelheiten | Position | Fläche Hektar | Datum         |
| ------------------------ | ---- | ----------- | ------------ | -------- | ------------- | ------------- |
| Der Kaiserfelsen         |      | 83371160005 | Wehr         | ???      | 0,0           | 28. Dez. 1972 |
| Erdbeerstein             |      | 83371160009 | Wehr         | ???      | 0,0           | 10. Nov. 1986 |
| Hunnenlochfelsen         |      | 83371160015 | Wehr         | ???      | 0,0           | 10. Nov. 1986 |
| Karstquelle im Haseltal  |      | 83371160008 | Wehr         | ???      | 0,0           | 10. Nov. 1986 |
| Klingenfelsen            |      | 83371160013 | Wehr         | ???      | 0,0           | 10. Nov. 1986 |
| Wildenstein              |      | 83371160003 | Wehr         | ???      | 0,0           | 28. Dez. 1972 |
| Legende für Naturdenkmal |      |             |              |          |               |               |